# Melopea

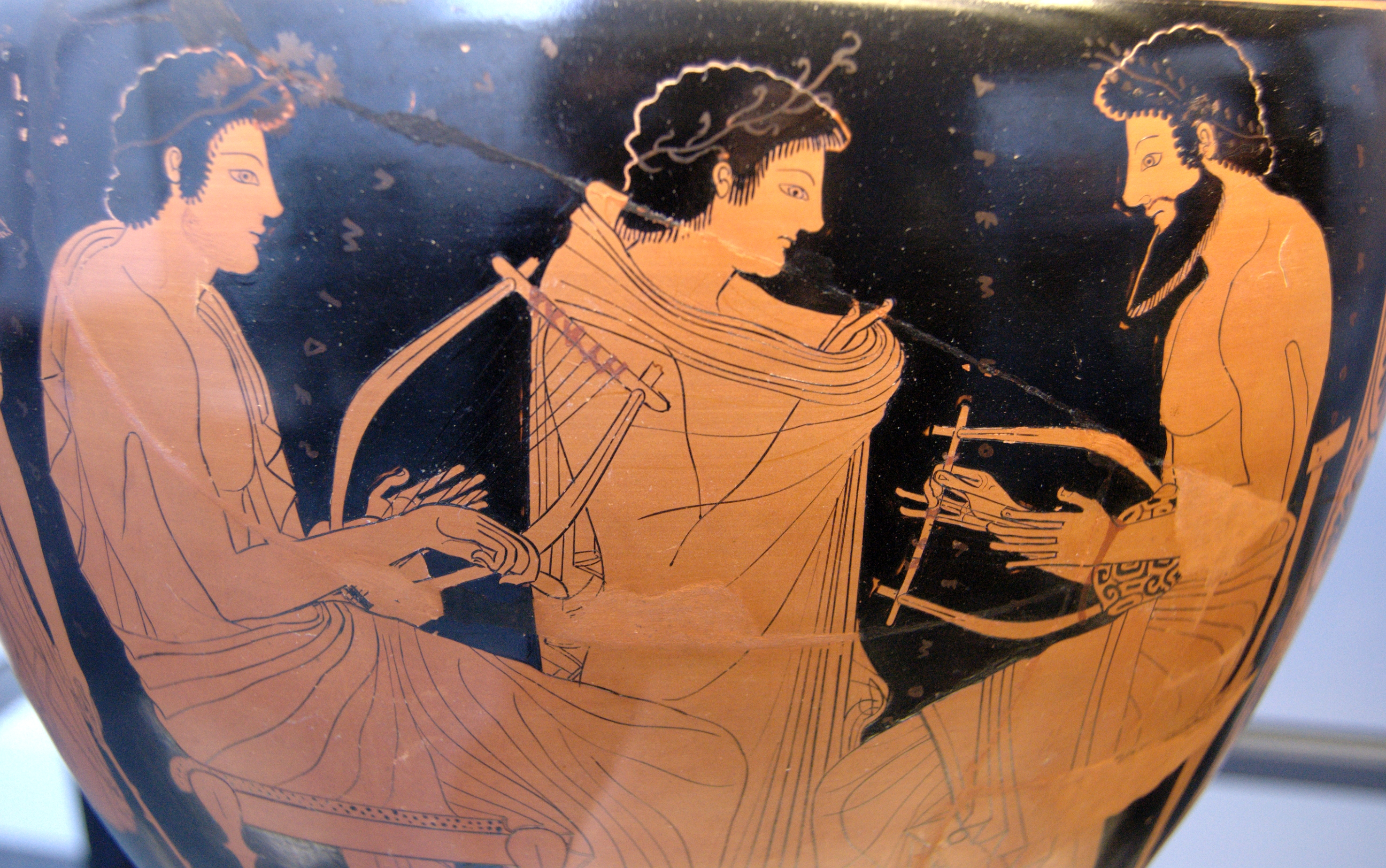
Representación de una lección de música en la antigua Grecia (circa 510 a. C.).

Melopea es un término griego latinizado, correspondiente a μελοποιΐα. Era, en la música antigua, el uso regular de todas las partes armónicas, es decir, el arte o reglas para la composición del canto, cuya práctica y efecto se llamaba melodía. 
En su Poética, Aristóteles considera la melopea una parte esencial de la tragedia.
Los antiguos griegos tenían reglas diversas para la forma de conducir el canto por grados conjuntos, disjuntos o mezclados, ascendentes o descendentes. Varias de ellas se encuentran en Aristóxeno, dependiendo del siguiente principio: 

En todo sistema armónico, el tercero o cuarto sonido después del fundamental debe herir siempre la cuarta o la quinta, según que los tetracordios sean conjuntos o disjuntos, diferencia que hace a un modo auténtico o plagal, según el deseo del compositor

El conjunto de todas estas reglas es a lo que se le llama melopea.

## Partes de lamelopea
Según Aristóxeno de Tarento (siglo IV a. C.), las partes que constituyen la melopea son: 
1. La elección (lêpsis), que define el lugar, la altura, en la que se debe empezar a cantar.
2. La mezcla (míxis), según esta, se mezclan adecuadamente los modos y géneros.
3. El uso (chrêsis), regla que se compone a su vez de tres partes:

- euthia, es el camino que sigue el canto, la guía de la serie de notas, y puede ser directo (del sonido grave al agudo), invertido (al contrario), o mixto (compuesto de ambos)
- agōgē, la conducción, la marcha del canto por grados alternativamente conjuntos o disjuntos, tanto ascendiendo como descendiendo.
- petteía, la elección de sonidos que hay que admitir o desechar, así como los que hay que emplear más frecuentemente.

Arístides Quintiliano (a finales del siglo III y comienzos del IV), diferencia la melopea en tres tipos:
1. Primera especie, o hypatoeidēs, que deriva de la denominación que se da a la cuerda más baja o principal, llamada hypátē. El canto permanecía en el ámbito de los sonidos graves, siendo adecuado para el modo trágico.
2. Segunda especie, o mesoeidēs, derivado del nombre de la cuerda central, o mésē. En este canto predominaban los sonidos medios, correspondiéndose con el modo nómico, que se consagraba a Apolo.
3. Tercera especie, o netoeidēs, cuyo nombre proviene de nétē, la última de las cuerdas y la más aguda. Este canto se desarrollaba sólo en los sonidos agudos, dando lugar al modo ditirámbico o báquico, de Dioniso, o Baco.

Subordinados a los anteriores, y debido a que estos modos excitaban o calmaban las pasiones e influían mucho en las costumbres, existían a su vez otros subtipos que hacían variar la melopea, como el erótico o amoroso, el cómico, o el encomiástico, que se destinaba a las alabanzas. Arístides Quintiliano estableció una subdivisión de la melopea en tres géneros, con la intención de clasificar estas influencias:
- Sistáltico. Este género inspiraba emociones tiernas y afectuosas, los sentimientos tristes que eran capaces de contraer el corazón. Esta especie estaba presente en poesías amorosas, en los lamentos y en los pesares.
- Diastáltico. Aquel género que provocaba la alegría, el valor o los grandes sentimientos. Las tragedias, los cantos de guerra, los temas heroicos y otro tipo de composiciones de esta índole, se clasificaban dentro de esta subdivisión.
- Eucástico. Este género era intermedio entre los dos anteriores, y su función era hacer que el alma entrara en un estado de tranquilidad y equilibrio. Himnos, alabanzas e instrucciones entraban en esta subdivisión.